# ADK (entreprise)
 (mars 2016).
Si vous disposez d'ouvrages ou d'articles de référence ou si vous connaissez des sites web de qualité traitant du thème abordé ici, merci de compléter l'article en donnant les références utiles à sa vérifiabilité et en les liant à la section « Notes et références ».
Pour les articles homonymes, voir ADK.
ADK Corporation (株式会社エーディーケイ), précédemment appelé Alpha Denshi Corporation (アルファ電子株式会社), est une entreprise japonaise fondée en 1980 qui exerce son activité dans le développement de jeux vidéo et qui a cessé ses activités en 2000.

## Histoire
L'entreprise est née sous le nom Alpha Denshi Kabushiki kaisha en 1980. Alpha Densi a désiré changer de nom pour prendre les initiales de la transcription de son nom en rōmaji, mais la justice japonaise a refusé, comme pour SNK ou TDK, elle a donc été obligé d'utiliser une version approchante en katakana signifiant ADK (エーディーケイ). Le « K » d'ADK est l'initiale de kabushiki kaisha qui signifie « corporation » (société par actions).

Premier logo d'Alpha Denshi.
Sur les écran-titres des premiers jeux Alpha Denshi, seule la boucle apparait, sous différents designs simplistes.

ADK a créé beaucoup de jeux d'arcade. Ils sont notamment connus pour leur collaboration avec SNK et leurs jeux développés sur Neo-Geo MVS et AES dont World Heroes. Malheureusement, ADK n'a pas réellement connu de gros succès, ce qui mènera l'entreprise à la faillite en 2000,,. Par la suite, SNK rachètera les propriétés intellectuelles d'ADK.
Aujourd'hui, ADK ne subsiste que par l'action de SNK Playmore, avec des apparitions de ses personnages (World Heroes, Aggressors of Dark Kombat), notamment dans le jeu de combat Neo Geo Battle Coliseum et SNK vs. Capcom: Card Fighters Clash (Ninja Master's).

Deuxième logo d'Alpha Denshi

## Jeux développés

### Arcade
- Dorachan (1980, Craul Denshi)
- Shogi (1980, Tehkan)
- Janputer (1981, Sanritsu Giken)
- Jump Bug (1981, avec Hoei Sangyo, publié par Sega)
- Crush Roller / Make Trax (1981, Craul Denshi)
- Talbot (1982)
- Exciting Soccer (1983)
- Champion Baseball (1983, Sega)
- Champion Baseball II (1983, Sega)
- Bull Fighter (1984, Sega)
- Equites (1984, Sega)
- Exciting Soccer II (1985)
- High Voltage (1985)
- Perfect Janputer (1985)
- The Koukou Yakyū (lit. "The High School Baseball") (1985)
- Splendor Blast (1985)
- Super Stingray (1986, Sega)
- Kyros No Yakata / Kyros (1986)
- Time Soldiers / Battle Field (1987, SNK)
- Sky Soldiers (1988, SNK)
- Gang Wars (1989, SNK)
- Sky Adventure (1989, SNK)
- Super Champion Baseball (1989, SNK) [officiellement nommé Kaettekita Champion Baseball]

### NES
- STED: Iseki Wakusei no Yabou (1990, K Amusement Leasing/KAC[4])

### Neo Geo
- Magician Lord (1990, SNK)
- Ninja Combat (1990, SNK)
- Sun Shine / Block Paradise (1990, non publié)
- Blue's Journey / Raguy (1991, SNK)
- Thrash Rally (1991, SNK, Rally Chase sur NGCD)
- Crossed Swords (1991, SNK)
- Fun Fun Bros. (1991, non publié)
- Mystic Wand (1991, non publié)
- Ninja Commando (1992, SNK)
- World Heroes (1992, assisté de et publié par SNK)
- World Heroes 2 (1993, assisté de et publié par SNK)
- Aggressors of Dark Kombat (1994, SNK)
- World Heroes 2 Jet (1994, SNK)
- Shōgi no Tatsujin: Master of Syougi (1995, SNK)
- World Heroes Perfect (1995, SNK)
- Ninja Master's: Haō Ninpō Chō (1996, SNK)
- Over Top (1996)
- Twinkle Star Sprites (1996, SNK)
- Dance RhythMIX (2002, non publié)

### Neo Geo CD
Tous les jeux Neo Geo sortis ont aussi été portés sur Neo Geo CD.
- Crossed Swords II (1995)
- ADK World (1995)
- ZinTrick (1996, SNK)

### Hyper Neo Geo 64
- Beast Busters: Second Nightmare (1998, SNK)

### PlayStation
- Treasure Gear (1997, sous le nom de Miraisoft)
- Star Monja (1998, sous le nom de Miraisoft, publié par GMF)

### Neo Geo Pocket
- Melon Chan no Seichō Nikki ("Melon-chan's Growth Diary") (1998, SNK)
- Shōgi no Tatsujin: Master of Syougi (1998, SNK)

### Neo Geo Pocket Color
- Crush Roller (1999, SNK)
- Dokodemo Mahjong (1999,  SNK)
- Neo Poke Pro Yakyū (1999,  SNK)
- Party Mail (1999,  SNK)
- Shōgi no Tatsujin: Master of Syougi Color (1999, SNK)
- Dynamite Slugger (2000, SNK)